# اشچیل
اشچیل (به لاتین: Trzciel) یک شهر در لهستان است که در Gmina Trzciel واقع شده‌است.

## خصوصیات
اشچیل ۳٫۰۳ کیلومترمربع مساحت و ۲٬۳۶۳ نفر جمعیت دارد.